# سیارک ۸۲۰۰
سیارک ۸۲۰۰ (به انگلیسی: 8200 Souten، نامگذاری:1994AY1) هشت هزار و دویستمین سیارک کشف شده‌است که در ۷ ژانویه ۱۹۹۴ کشف شد.
قدر مطلق سیارک برابر ۱۳٫۴۰ است.